# Lukas Moodysson
Karl Fredrik Lukas Moodysson, född 17 januari 1969 i Lund, är en svensk filmregissör, manusförfattare, poet och romanförfattare. Han är mest känd för sina filmer som behandlar ämnen som barndom, identitet, familjedynamik samt globala och sociala frågor. Hans arbete inom film har gjort honom hyllad både nationellt och internationellt som en av Sveriges mest framstående filmskapare.
Under 1990-talet studerade Moodysson spelfilmsregi vid Dramatiska Institutet i Stockholm, där han regisserade ett antal kortfilmer. Han fick sitt stora genombrott som filmregissör och manusförfattare med långfilmen Fucking Åmål (1998), och både den och hans efterföljande film, dramakomedin Tillsammans (2000), blev stora biosuccéer både i Sverige och internationellt. Hans nästa film Lilja 4-ever (2002) har använts som utbildningsfilm för att belysa frågor kring människohandel och prostitution. Efteråt har Moodysson regisserat och skrivit manus till dokumentärfilmen Terrorister – en film om dom dömda (2003), de experimentella filmerna Ett hål i mitt hjärta (2004) och Container (2006), dramafilmen Mammut (2009), ungdomsfilmen Vi är bäst! (2013), miniserien Gösta (2019) och uppföljaren Tillsammans 99 (2023).
Moodysson växte upp med ett tidigt intresse för poesi och litteratur. Han debuterade som 18-årig poet med diktverket Det spelar ingen roll var blixtarna slår ner (1987) och romandebuterade med Vitt blod (1990). Han fortsatte sedan att skriva fler diktsamlingar och självbiografiska romaner. Han var medlem i den litterära grupperingen Malmöligan fram till dess splittring 1993. Han är sedan 1994 gift med serietecknaren och författaren Coco Moodysson.

## Uppväxt och tidig karriär
Lukas Moodysson föddes den 17 januari 1969 i Lund och har två äldre systrar. Hans far Bengt-Ove Moodysson kom från släktgården Ryd utanför Järnforsen i Hultsfreds kommun, och arbetade som civilingenjör på Kockums. Hans mor Gull Åkerblom, som är barnboksförfattare sedan sin debut 1992, växte upp i Ulricehamn och Nässjö. Hon arbetade i flera år som bibliotekarie i Åkarp, där Lukas växte upp. Lukas fick sitt efternamn efter sin farfar Moody Karlsson, som själv fick sitt namn efter den amerikanske väckelsepredikanten Dwight Lyman Moody.
Lukas Moodysson har beskrivit sin uppväxt med att ha känslan av att vara både "på något vis speciell och samtidigt väldigt normal."
| ” | Jag känner mig förankrad i vanligheten, i en normal radhusuppväxt. Jag var ju brådmogen på ett sätt. Men min omgivning var väldigt vanlig med lördagsunderhållning som Nöjesmaskinen på tv. Många citerar den amerikanske kultförfattaren Charles Bukowski som sa att han upphörde att bli förvånad när han var tre år. Då hade han redan sett allt man kunde se. Sådana tankar känner jag inte alls igen mig i. Förutom min konstutövning är jag ganska tråkig. | „ |

Moodyssons föräldrar separerade när han var tre år gammal. De bodde dock kvar i närheten av varandra och Moodysson brukade själv bestämma vem han ville vara hos. Sin relation med fadern har Moodysson beskrivit som "knepig" vid denna tid, då denne var "lite frånvarande" i perioder. Han beskrev sin skolgång i högstadiet som stökig, där han och en vän från dagistiden skapade problem genom att de båda klottrade, störde lektioner och motsatte sig lärarna. En specifik incident i åttonde klass, där en lärare hotade att "krossa" honom och skolans rektor inte gjorde något åt saken, har präglat hans syn på vuxenvärlden som opålitlig och svag. När läraren senare ångrade sig och grät inför Moodysson, förändrades Moodyssons känslor från hat till medlidande med de vuxna i sitt liv. Malmö blev under tonårstiden en viktig och spännande plats för Moodysson. Då han hade kort restid till staden från Åkarp, som han betraktade som en "tråkig, liten ort", började han utforska och gå på fester i Malmö under högstadiet och gymnasiet tillsammans med sina kompisar. Gymnasiet gick han i Helsingborg.
Under sin barndom och uppväxt visade Moodysson ett stort intresse för poesi och under högstadietiden började han skriva dikter. Han beskrev sin ingång till att skriva poesi som något han inte fullt ut kontrollerar, utan snarare som om någon eller något tvingar honom att skriva. Han såg sitt skrivande som en nödvändighet snarare än ett medvetet val och att det fungerade som en form av självutforskning eller terapi för honom. Han var också fascinerad av språkets möjligheter och han lånade flera litterära verk för att omarbeta dem, som han gjorde med exempelvis August Strindbergs Ett drömspel. Under sin tonårstid skrev han sin första publikation, lyriktidningen Spao Spassiba, som han släppte i tre utgåvor. När Moodysson gick i nionde klass skickade han ett brev till poeten Allen Ginsberg, och fick en dikt av honom om förtrycket i Sydafrikas gruvor till sin tidning. År 1987, när han var 18 år gammal, fick han sin första diktsamling antagen av utgivaren Wahlström & Widstrand, som fick namnet Det spelar ingen roll var blixtarna slår ner. Han hade då redan fått ungefär åtta diktsamlingar refuserade.
Han valde sedan att hoppa av gymnasiet efter första ring och flyttade till Malmö. Om detta beslut förklarade han: "Undervisningen gav mig ingenting och jag var fruktansvärt skoltrött. Att jag började skriva berodde väl mest på slumpen. Vid en lektion i skolan fick vi i uppgift att göra något om modern poesi. Jag tyckte att det jag läste var fruktansvärt dåligt och ville visa att jag kunde minst lika bra själv. Redan då kände jag att jag hade något att säga, jag visste". Efteråt medgav han att han ångrade detta beslut. Moodysson gav sedan ut en diktbok per år fram till 1991 och han debuterade 1990 som romanförfattare med boken Vitt blod. För att försörja sig fick han arbeta extra på bland annat Fazers chokladfabrik och Malmö stadsbud. Han uppträdde även genom att läsa dikter på Hultsfredsfestivalen under dess första säsonger (1986−1989) och efter ett långt uppehåll på deras sista festival 2012.
År 1987 blev Moodysson medlem av den litterära grupperingen Malmöligan, som utöver honom bestod av poeterna Kristian Lundberg, Clemens Altgård, Håkan Sandell, Per Linde och Martti Soutkari. Grupperingen inspirerades av den danska lyrikscenen, med Michael Strunge och Søren Ulrik Thomsen som särskilda förebilder, och var ökänd för sin färgstarka och avantgardiska estradpoesi. Moodysson var den yngste bland dess medlemmar och har beskrivits av konstnären Christina Lång som "valpig" och "divig" och en slags "maskot" för grupperingen. 1992 gav grupperingen ut en antologi med individuella dikter av medlemmarna på Ellerströms förlag. Grupperingen splittrades 1993 efter ett tumultartat scenframträdande vid Christina Långs galleri i Malmö, där Moodysson körde runt på scen i en cykel som var fastsurrad med ett stort träkors där Kristian Lundberg satt fastbunden. Både Moodysson och de övriga medlemmarna hade en tillfällig återförening i maj 2006 i samband med Internationella poesidagarna i Malmö. Några månader innan splittringen från Malmöligan erkände Moodysson att han var trött på att skriva litterära verk: "Jag har skrivit tillräckligt. Och inte blev det särskilt bra heller." Han reflekterade att han genomgick en betydande personlig och kreativ förändring när han insåg att hans skrivande och skapande var för självcentrerat. Denna övergång från ett introspektivt till ett utåtriktat perspektiv var avgörande för hans konstnärliga utveckling.
Moodyssons uppväxt präglades också av ett starkt intresse för film, vilket så småningom ledde honom till att byta riktning från poesi till filmregi. År 1992 flyttade han till Stockholm, där han började studera spelfilmsregi vid Dramatiska Institutet och blev med sina 23 år dess yngsta elev någonsin. Han hade ingen tidigare erfarenhet av filmskapande, vilket gjorde hans tid på skolan till en intensiv inlärningsperiod, fylld av upptäckter. Hans antagning till skolan verkar enligt honom ha berott mer på hans starka vilja och skrivna verk än på hans tekniska kunskaper om filmskapande. Bland hans lärare fanns Harald Stjerne och Lennart Hjulström. Under studietiden regisserade han ett antal reklamfilmer och arbetade en kort tid som modefotograf. År 1994 träffade han sin blivande hustru Coco Moodysson. Han avlade examen från Dramatiska Institutet 1995 och tillsammans med Coco bodde han periodvis först i Glanshammar utanför Örebro och senare i Kungälv och Göteborg, innan de slog sig ner i Malmö 1998.

## Filmkarriär

### 1994–1998: Genombrott

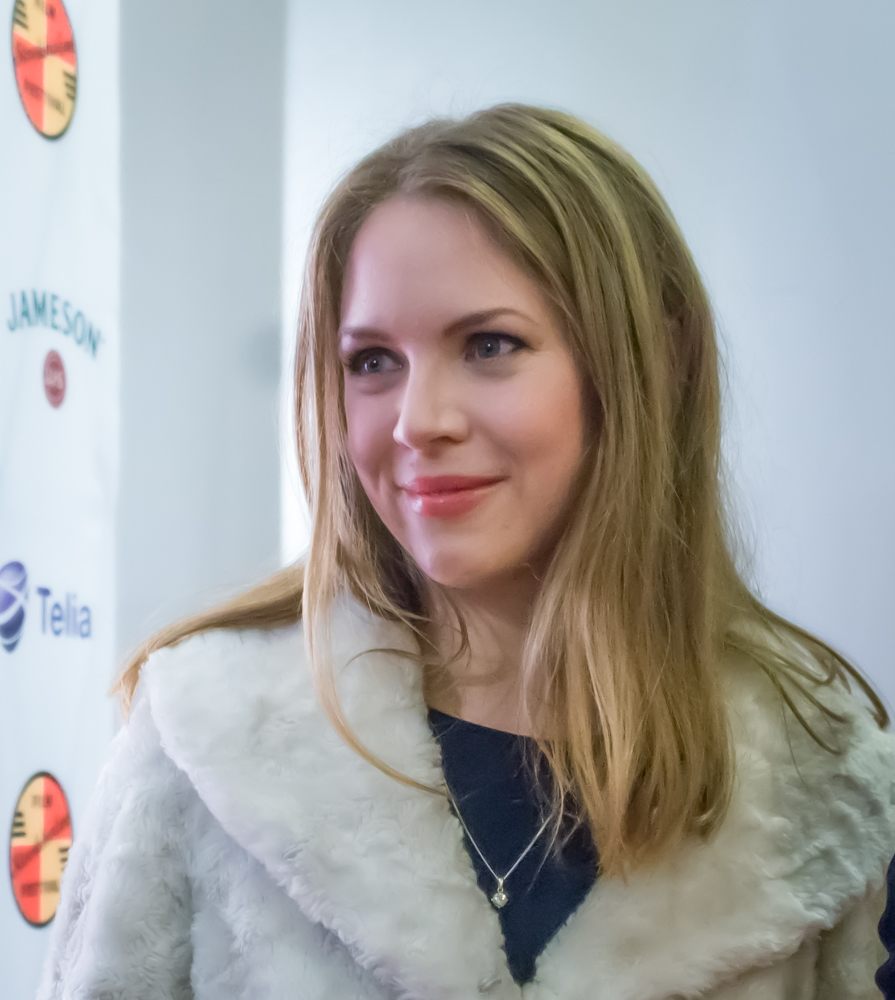
Alexandra Dahlström (2014) fick sitt genombrott som Elin i Fucking Åmål och har sedan dess haft en nära relation med Lukas Moodysson, samt arbetat som rysk tolk på Moodyssons film Lilja 4-ever.

Under utbildningen vid Dramatiska institutet debuterade Lukas Moodysson med sin första kortfilm, Det var en mörk och stormig natt (1994), med Izabella Scorupco, Ernst Günther och Margreth Weivers i huvudrollerna. Den är en skräckfilm som skildrar ett pensionärspar som tittar på en våldsfilm, där maken plötsligt upptäcker att en kvinna blir styckad i hans egen källare. 1995 gjorde Moodysson sin examensfilm för Dramatiska Institutet, kortfilmen En uppgörelse i den undre världen. I filmen spelar Stefan Sauk en gangster som leder en kriminell organisation som maskerar sig som en vanlig kinarestaurang. Moodysson har tidigare uttryckt självkritik för filmen, då han erkände att filmens hektiska kameraföring och osäkra ton kan ha influerats av Martin Scorsese. Kortfilmen fick beröm för sitt manus och sin träffsäkra dialog, och tilldelades pris på filmfestivalen i München.
Under studietiden fick Moodysson genom sin studiekamrat Anna Croneman kontakt med filmproducenten Lars Jönsson, som var verkställande direktör för produktionsbolaget Memfis Film. Med Jönsson som producent regisserade Moodysson kortfilmen Bara prata lite (1997), som handlar om en äldre man vid namn Birger (spelad av Sten Ljunggren) som tappar fotfästet i livet när han blir arbetslös. Kortfilmen blev hans första samarbete med Jönsson och den första filmproduktionen som spelats in i produktionsbolaget Film i Västs nya huvudsäte i Trollhättan, även kallat "Trollywood". Jönsson erkände att Bara prata lite "var från början menad att vara en långfilm, men jag tyckte att det kändes lite för tidigt, så vi bestämde oss för att först göra en kortfilm." Jönsson har efteråt med sitt bolag Memfis Film producerat och varit ansvarig utgivare för samtliga av Moodyssons långfilmer. Under produktionen av Bara prata lite skapade Moodysson även nära samarbeten med filmfotografen Ulf Brantås och filmklipparen Michał Leszczyłowski, hans tidigare lärare vid Dramatiska institutet. Dessa två kom att arbeta bakom flera av Moodyssons senare filmer.
Då samarbetet med kortfilmen blev lyckat ansågs Moodysson redo för sin långfilmsdebut, som fick namnet Fucking Åmål (1998). Filmen handlar om tonåringarna Agnes (spelad av Rebecka Liljeberg) och Elin (spelad av Alexandra Dahlström) i den lilla svenska staden Åmål och deras sökande efter identitet och kärlek. Moodysson ville ursprungligen göra en slags uppföljare till kortfilmen Bara prata lite, som skulle skildra två systrar som hamnar i en konflikt med en psykopatisk granne. Han skrev sedan vidare om de två systrarna, som fick namnen Elin och Jessica (spelad av Erica Carlson), men ändrade handlingen till en berättelse om förbjuden kärlek och om hur det är att leva som tonåring i en småstad. Filmen var den första långfilmsproduktionen för Film i Väst i Trollhättan, en stad som Moodysson efteråt betraktade som en "äkta" plats att göra en film på, där det var som att "träda in i verkligheten" snarare än i en "dramafabrik". Produktionen genomfördes av mestadels unga filmarbetare och amatörskådespelare från Trollhättan med en budget på endast 9,4 miljoner kronor. Filmen spelades in under våren 1998 i "äkta, svenska hemmiljöer" i Trollhättan. Fucking Åmål blev en enorm framgång både i Sverige och internationellt och mottogs med entusiasm av både kritiker och publik. Den lovordades för sitt autentiska manus och de unga skådespelarnas insatser. Genusvetaren Tiina Rosenberg betraktade filmen som en del av en nationell komma-ut-process, då filmen var en av de första i Sverige som skildrar en lesbisk kärlekshistoria. Den kom vid en tid då homosexualitet var på väg att normaliseras på allvar i det svenska samhället och sägs ha varit en bidragande orsak till att unga homosexuella i landet vågade stå för sin identitet. Efteråt har Fucking Åmål blivit klassad som en kultfilm och en milstolpe i svensk filmhistoria. Den inspirerade även många framtida filmskapare som Peter Grönlund, Ronnie Sandahl, Levan Akin, Anders Hazelius och Amanda Kernell. Moodysson ansåg att bland alla hans filmer låg Fucking Åmål honom närmast hjärtat. Den 2 juli 1999 var Moodysson sommarvärd för radioprogrammet Sommar i P1.

### 2000–2002:Tillsammans,Det nya landetochLilja 4-ever
Moodysson fortsatte med att utforska familjedynamik, sociala frågor och kollektivrörelsen i dramakomedifilmen Tillsammans (2000). Filmen utspelar sig år 1975 och handlar om ett kollektiv utanför Stockholm, där solidaritet och politiskt ifrågasättande står i fokus. Idén till filmen fick Moodysson i mars 1998 när han och hustrun Coco besökte en konstutställning på Göteborgs konstmuseum som visade svensk politisk konst från åren 1964–1974. Moodyssons inspiration till filmen var flera faktorer, inklusive en önskan att skildra vuxnas liv efter att ha fokuserat på ungdomar i Fucking Åmål, hans fascination för sjuttiotalets estetik och kultur, samt att få ett nytt perspektiv på sina föräldrars generation. Han betraktade 1970-talets Sverige som trivsamt och intressant, både genom historiska konstnärliga influenser och sin fascination för tidsresor genom gamla medier och artefakter. Moodysson kunde samla en bred skådespelarensemble som bestod av bland andra Lisa Lindgren, Michael Nyqvist och Gustaf Hammarsten. Filmen spelades in i Trollhättan och Vänersborg och Moodysson anställde konstnären Carl Johan De Geer som scenograf, för att med hans hjälp kunna skapa ett autentisk kollektivmiljö. Tillsammans mottogs mycket positivt av både kritiker och publik, både i Sverige och internationellt. Kritiker hyllade Moodysson för hans förmåga att balansera humor och allvar och för hans skarpa observationer av mänskliga relationer. Filmen ansågs vara varm, genuin och ofta mycket rolig, med starka prestationer från skådespelarensemblen. Tillsammans bidrog till att befästa Moodyssons rykte som en av Sveriges mest intressanta och talangfulla regissörer. Moodysson har själv uttryckt en slags ambivalens kring filmens mottagande och sin egen relation till den, vilket gör att han betraktade filmen som ett projekt som inte helt uppfyllde hans ursprungliga vision, men som ändå har en särskild plats i hans hjärta.

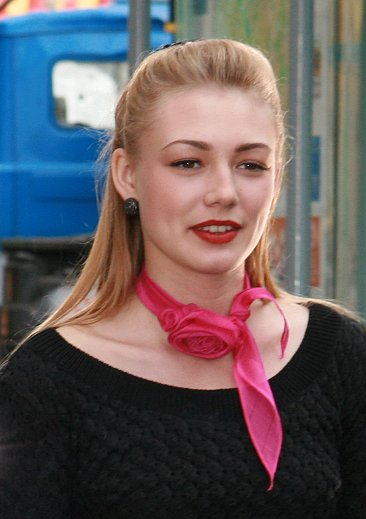
Oksana Akinsjina (här fotograferad 2007) spelade huvudrollen som Lilja i Lilja 4-ever.

Enligt statistik från 2002 hade både Fucking Åmål och Tillsammans setts av sammanlagt två miljoner personer vardera i ett 30-tal länder i världen och spelat in omkring 200 miljoner kronor på biografer. Detta gjorde Moodysson till Sveriges mest inkomstbringande filmskapare vid början av 2000-talet. På listan över de största svenska kassasuccéerna mellan 1985 och 2001 placerade sig Tillsammans på femte plats och Fucking Åmål på åttonde plats. I mars 2000 bildade Moodysson aktiebolaget Moodysson & Moodysson AB. Enligt 2001 års redovisning omsatte bolaget närmare fem miljoner kronor och gjorde en vinst på 1,8 miljoner. Moodyssons taxerade inkomst låg då på drygt 1,5 miljoner kronor.
I samarbete med Peter Birro skrev Moodysson manus till Geir Hansteen Jörgensens SVT-miniserie Det nya landet (2000), som senare även visades på bio i en nedklippt version. Uppdraget fick Moodysson av tv-producenten Gunnar Carlsson vid SVT Drama, som upptäckte Moodysson efter att ha sett hans kortfilm En uppgörelse i den undre världen. Serien handlar om flyktingarna Ali och Massoud (spelade av Mike Almayehu och Michalis Koutsogiannakis), som flyr från ett svenskt flyktingboende och ger sig ut på en resa genom Sverige i jakt på frihet och en bättre tillvaro. Det nya landet mottogs positivt av både kritiker och publik och sågs av 1,5 miljoner TV-tittare. Serien hyllades för sin ärliga och engagerande skildring av flyktingars liv i Sverige, och för sitt sätt att belysa aktuella och relevanta sociala frågor. Moodysson var också exekutiv producent under produktionen av Josef Fares debutfilm Jalla! Jalla! (2000). När Moodysson och Peter Birro under mars 2000 deltog i Ekots lördagsintervju förespråkade Moodysson en generös flyktingpolitik och att motverka klasskillnader.
"Jag blir antingen helt ointresserad eller aggressiv av filmer,

litteratur och konst som inte har hopp. Jag gör mörka, dystra

saker och får ofta försvara mig mot att jag är pessimistisk.

Men jag är motsatsen, jag har alltid trott på förändring och

möjligheter. Det kanske finns 99 dåliga vägar, men det finns

alltid en bra väg."

―Lukas Moodysson, 4 mars 2011.
Moodyssons nästa egna långfilmsprojekt blev Lilja 4-ever (2002). Filmen skildrar den sextonåriga flickan Lilja (spelad av Oksana Akinsjina), vars liv hamnar i en ständigt nedåtgående spiral både i sitt hemland i det forna Sovjetunionen och i sitt nya liv i Sverige. Filmen är löst baserad på den litauiska flickan Danguolė Rasalaitė, som levde som sexslav i Sverige och begick självmord i Malmö den 10 januari 2000. Moodysson blev djupt berörd när han fick läsa om Rasalaites tragiska livsöde i hans egen hemstad och blev starkt inspirerad till att göra en film om människohandel. Han beskrev filmen som sin "mörkaste film" och "samtidigt den mest hoppfulla", och hans främsta syfte var att få ut filmen till länder som har omfattande problem med människohandel och prostitution. I intervjuer har han uttryckt kritik mot prostitution och anser att de flesta inte väljer prostitution om de har andra alternativ. Han har också beskrivit sig som kristen och har talat om hur hans tro har påverkat delar av hans arbete. Han valde att göra filmen till stora delar på ryska och använda sig av ryska och estniska skådespelare. Filmen inspelades både i Estland och i Sverige. Lilja 4-ever fick ett mestadels positivt mottagande av recensenter, men hade begränsad kommersiell framgång på biografer. Den fick beröm för sina starka skådespelarinsatser och sin realistiska skildring av människohandel och sexuell exploatering, medan den fick ett polariserat mottagande gällande sitt brutala innehåll. Filmen har också blivit föremål för diskussion och debatt kring frågor som rör människohandel och prostitution. Sedan dess premiär har den använts som utbildningsfilm i flera skolor och organisationer både i Sverige och utomlands, liksom visats inför makthavare och myndigheter runtom i världen.

### 2003–2006: Dokumentärfilm och experimentella filmer
Både Moodysson och dokumentärfilmaren Stefan Jarl, känd för sina samhällskritiska filmer, skrev och regisserade dokumentärfilmen Terrorister – en film om dom dömda (2003). Filmen fokuserar på Göteborgskravallerna som ägde rum under EU-toppmötet i Göteborg 2001 och de unga aktivister som dömdes för sina handlingar i samband med dessa protester. Moodysson och Jarl ville skildra de ungas syn på samhället och motivera deras engagemang, och enligt Jarl var det "nästan vår skyldighet som pappor" att göra dokumentären. Kravallerna och dess efterspel skapade stor kontrovers och debatt i Sverige, främst om hur staten hanterade kravallerna och rättsprocesserna. Filmen fick blandade recensioner. Vissa kritiker uppskattade filmens engagemang för att belysa frågor om det svenska rättssystemet och de dömda aktivisternas demokratiska rättigheter. Andra kritiker anklagade filmen för att vara ensidig och för att romantisera aktivisternas handlingar. Trots begränsad distribution genom Folkets Bio nådde dokumentären en relativt stor publik. Filmen stoppades dock från vidare spridning på grund av en medverkandes invändningar, trots att flera filmfestivaler visade intresse för filmen. Moodyssons har efteråt uttalat kritik mot polisvåldet i Sverige. Den 23 augusti 2014 närvarade han i en motdemonstration av ett möte arrangerat av Svenskarnas parti i Malmöstadsdelen Limhamn. Där uppstod en konfrontation mellan polisen och demonstranterna och han bevittnade vad han uppfattade som omänsklig behandling och en total brist på empati och kommunikation från polisens sida. Denna händelse fick honom att starkt ifrågasätta sitt förtroende för polisen och reflektera över sin rädsla för att anmäla det våld han fick bevittna.
År 2004 var Moodysson involverad som manusförfattare i en planerad SVT-produktion. Senare beslutade han sig för att avbryta allt samarbete med SVT. Anledningen var att han tillsammans med Peter Birro uppmanade samtliga filmarbetare och skådespelare i landet att bojkotta produktionen av SVT-serien August (2007) om den unge August Strindberg, där Birro arbetade som manusförfattare. Birro motsatte sig Richard Hobert som regissör för serien, då han ansåg att Hobert inte hade "det gehör som krävs för att skildra komplexa känslor" i hans manus. Birros och Moodyssons protest ledde till att Hobert valde att hoppa av projektet i början av juli 2004.
Moodysson regisserade två experimentella långfilmer, vars innehåll delade likhet med hans poetiska skrifter. Den första av dessa är Ett hål i mitt hjärta (2004), vilken han gjorde med skådespelarna Sanna Bråding, Björn Almroth, Thorsten Flinck och Goran Marjanovic. Filmen utforskar teman som ensamhet, förnedring och destruktivitet. Inspiration till filmen fick Moodysson av "porrfilm och Big Brother och Michel Foucault och Heiner Müller och shamanism och The Cure." Moodysson valde att använda en experimentell och kontroversiell stil för att skapa en omskakande och intensiv upplevelse för tittarna. Filmen innehåller våldsamma sexscener, förnedring och provokativa övergrepp, och skådespelarna utförde en del av dessa handlingar på riktigt. Under inspelningen, som varade i tre veckor, stängde Moodysson tillsammans med skådespelarna och ett litet filmteam in sig själva i ett par lägenheter högst upp i ett hyreshus i Trollhättan. Arbetet blev mycket krävande för de inblandade och skådespelaren Marjanovic medgav att det "kändes som en överlevnadskurs och rehabiliteringskurs." Moodysson betraktade den som en av hans mest komplexa och personliga filmer, liksom att han genom sitt filmskapande hade funnit en "direktkanal mellan vad jag upplevde och vad jag fick ur mig." Kritikerna hade delade åsikter om filmen. Vissa ansåg att den var en omskakande och provocerande film, där Moodysson befäste sin roll som en orädd nytänkare inom europeisk film, och som använde filmmediet för att utforska konstnärliga och politiska möjligheter. Andra kritiker ansåg att filmen var överdriven och exploaterande i sin skildring av våld och perversion, vilket gjorde att flera biobesökare lämnade salongen innan filmen var slut. Filmen blev i slutändan Moodyssons första kommersiella misslyckande. Dess kontroversiella innehåll genererade mycket diskussion och debatt i Sverige.
Moodyssons andra experimentella film är Container (2006), som han har beskrivit som "en svartvit stumfilm med ljud". Filmen skildrar en kvinna som reflekterar över livets privata och politiska aspekter, medan hon upplever sig själv som bland annat en tvåkönad varelse, ett foster och en förföljd kändis. Huvudrollerna i filmen görs av Mariha Åberg och Peter Lorentzon, och Jena Malone har en röstroll. Filmen består av en serie fragmentariska scener och monologer, utan en tydlig kronologisk ordning eller händelseutveckling. Inspelningen, som gjordes i Tjernobyl, Transsylvanien och Trollhättan, var enligt Moodysson rolig och enkel med ett litet filmteam, där Moodysson oftast stod bakom kameran själv. Moodysson beskrev filmen som viktig och personlig, en illustration av det inre kaos och de dolda identiteter som människor bär. Container fick blandade recensioner från kritiker. Vissa berömde filmens djärvhet och kreativa vision, och ansåg att den erbjöd en fascinerande och tankeväckande upplevelse för tittarna. Andra kritiker betraktade filmens experimentella stil som svåråtkomlig och förvirrande och att filmen saknade en tydlig berättelse. Vid dess världspremiär i Berlin väckte den starka känslor hos publiken, där flera valde att lämna biosalongen redan vid början av visningen. Filmen har visats på filmiska konstutställningar vid Färgfabriken i Stockholm och vid Institute of Contemporary Art i London, där filmens scenografi och rekvisita också ställdes ut.

### 2009–2019: Nya projekt och tillfälliga avbrott

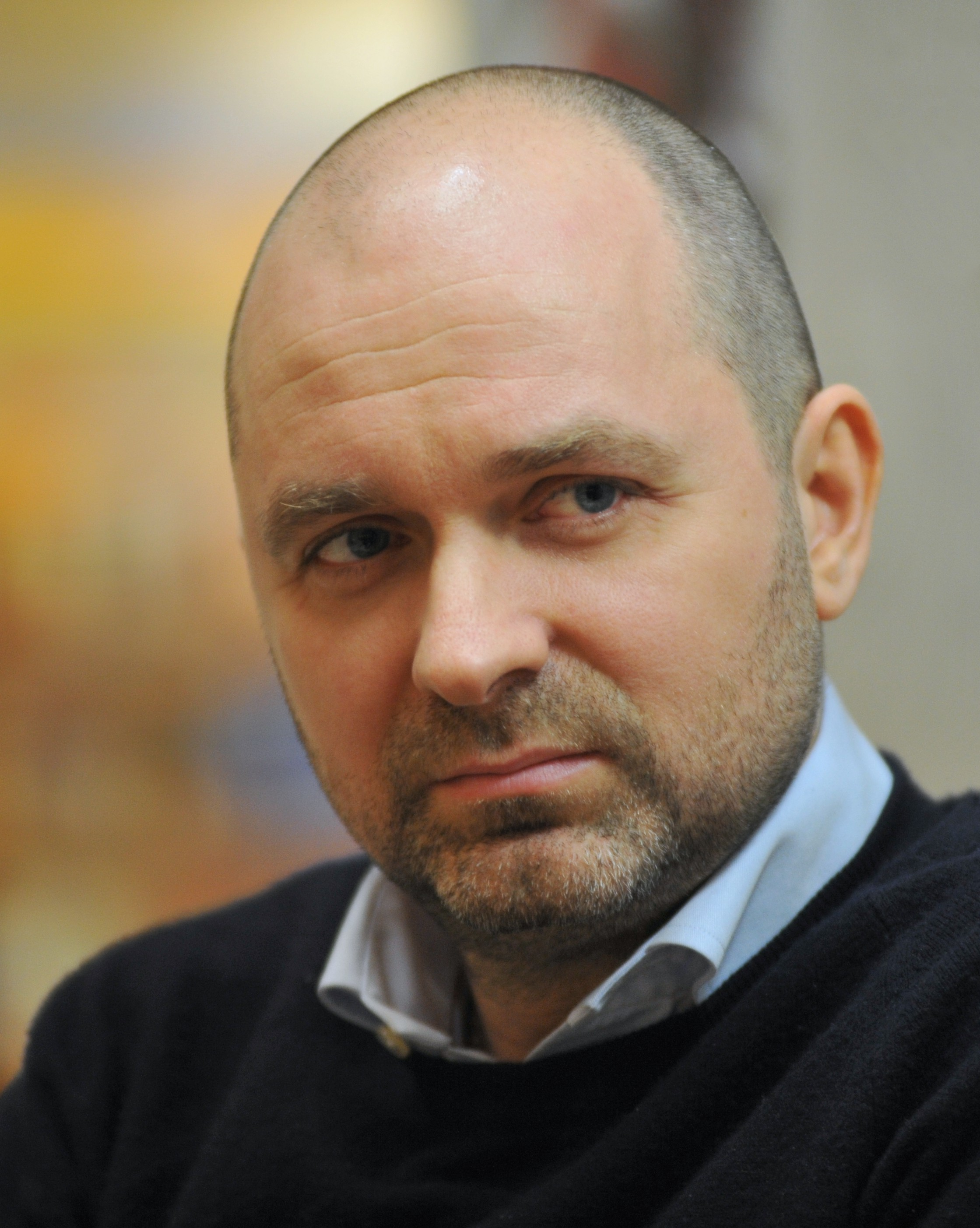
Lukas Moodysson, november 2011 i Helsingfors.

Efter hans mer experimentella filmer gjorde Moodysson åter en publikfilm, Mammut (2009), vars budget på 70 miljoner kronor gör den till en av de dyraste svenska filmproduktionerna någonsin. Filmen var Moodyssons första stora internationella filmproduktion och innehåller rollfigurer som talar engelska, tagalog och thailändska. Dess skådespelarensemble inkluderar Gael García Bernal och Michelle Williams i huvudrollerna. Mammut innehåller tre parallella berättelser som skildrar globaliseringens påverkan på människors liv och relationer och utforskar hur ekonomiska och sociala krafter påverkar individer och familjer över hela världen. Filmen utspelar sig i New York, Thailand och Filippinerna. Moodysson beskrev Mammut som subtilare än hans tidigare politiska verk, med mer medkänsla än ilska. Filmen fick blandade recensioner. Vissa kritiker uppskattade Moodyssons ambition att ta itu med stora globala frågor och hans förmåga att skapa tunga och gripande berättelser. Andra tyckte att filmen var övertydlig, utslätad och ibland för schematisk i sitt sätt att koppla samman de olika berättelserna. Kritikern Per Gudmundson anklagade även filmen för att vara kvinnofientlig, då han ansåg att filmens sensmoral var att "yrkesarbetande kvinnor leder till otrogna män och döda barn såväl i hemmet som på arbetsplatsen." Moodysson avfärdade dock Gudmundsons argument och förklarade att hans avsikt med filmen var snarare att belysa de utmaningar som både män och kvinnor står inför när de försöker balansera arbete och familjeliv.
Moodysson var konstnärlig rådgivare bakom Ester Martin Bergsmarks och Mark Hammarbergs dokumentärfilm Maggie vaknar på balkongen (2008), liksom bakom Martin Jerns och Emil Larssons långfilm Odjuret (2011). Genom sitt bolag Moodysson & Moodysson AB gav han produktionsstöd till Maggie vaknar på balkongen och till David Liljemarks dokumentärfilm Jakten på Bernhard (2010). Han var även producent för både Jakten på Bernhard och Liljemarks kortfilmer Ett litet barn (2004) och Horst - munspelskungen (2006). Senare under 2014 blev han tillfrågad av SVT Drama om att regissera en planerad tv-serie om Ingmar Bergmans liv, men han valde att tacka nej.
Under några år efter premiären av Mammut tog Moodysson ett avbrott från sitt eget filmskapande. Hans far dog i augusti 2008, vilket gjorde att han drabbades av en svår depression. För att bearbeta sin sorg skrev han ett antal självbiografiska romaner och arbetade en tid som gästprofessor i filmregi på Helsingfors universitet. Vid denna tid kände han sig osäker inför att regissera en ny film, då han kände att hans tankehastighet hade avtagit och att han hellre ville skriva filmmanus eller vara medproducent. Under sitt arbete med handledning vid olika elevfilmer längtade Moodysson så småningom tillbaka till filmskapandet.
Moodysson gjorde senare långfilmen Vi är bäst! (2013). Den bygger på hans hustru Cocos självbiografiska seriealbum Aldrig godnatt, som skildrar hennes barndom som punkare i 1980-talets Stockholm. Filmen markerar en återgång till en mer ljus och optimistisk ton jämfört med Moodyssons tidigare, mörkare verk. Filmen utspelar sig i Stockholm 1982 och följer tre unga flickor – Bobo (Mira Barkhammar), Klara (Mira Grosin), och Hedvig (Liv LeMoyne) – som bestämmer sig för att starta ett punkband, trots att de inte äger några instrument eller har tidigare erfarenhet av att spela musik. Filmen spelades in i Stockholm och Trollhättan. Moodysson arbetade nära med de unga skådespelarna och lät dem spela sina roller på ett enkelt sätt och nära dem själva. Han använde mycket improvisation och lät skådespelarna bidra med sina egna idéer och perspektiv. Filmen fick mycket positiva recensioner från kritiker, vilka berömde dess skådespel, autenticitet och ungdomliga charm.
Efter premiären av Vi är bäst! led Moodysson under flera år av en svår skrivkramp, vilket han också beskrev som en "allmän kramp i livet". Han kämpade med att hitta sin kreativitet igen och hade svårt att producera nytt material. Moodysson kom så småningom över sin skrivkramp genom att han skaffade sig en hund och att han bytte från att skriva på dator till att använda en gammaldags skrivmaskin. Dessutom bestämde han sig för att filma på sin ärvda släktgård i Ryd i Småland, vilket också inspirerade honom och gav honom en känsla av förankring och tradition. Detta nya arbetssätt ledde till att han från och med 2017 började utveckla ett nytt projekt för TV, vilket utmynnade i TV-serien Gösta (2019). Serien hade premiär på HBO Nordic och blev Moodyssons första producerade TV-serie. Den följer Gösta (spelad av Vilhelm Blomgren), en ung barnpsykolog som flyttar från Stockholm till en liten by i Småland för att börja sitt första jobb. Men hans strävan att hjälpa andra leder ofta till komplikationer både för honom själv och för dem omkring honom. Moodysson har beskrivit Gösta som en blandning av drama och komedi, som även kretsar kring depressioner, diagnoser och psykisk ohälsa. Moodysson inspirerades av Fjodor Dostojevskijs roman Idioten (1868), men han ville inte att serien skulle ses som en kommentar om godhet. Serien är till stora delar inspelad i en stuga som tillhör Moodyssons släktgård. Filmteamet renoverade stugan inför inspelningen och använde själva gårdshuset som produktionskontor. Serien fick generellt positiv kritik från både tittare och recensenter, vilka hyllade seriens värme, humor och insiktsfulla porträtt av människans svagheter och styrkor.

### 2023–:Tillsammans 99och framtida projekt
I maj 2022 tillkännagav Moodysson att han skulle göra en uppföljare till filmen Tillsammans, som fick namnet Tillsammans 99 (2023). Han har uppgett att han länge varit tveksam till en uppföljare, men han blev med tiden nyfiken på hur det hade gått för rollfigurerna i den tidigare filmen. Tillsammans 99 följer upp berättelsen som nu utspelar sig år 1999, 24 år efter den första filmen, då det gamla kollektivet numera består bara av Göran och Klasse (spelade av Gustaf Hammarsten och Shanti Roney). De bestämmer sig för att bjuda in alla de gamla medlemmarna av kollektivet till en återträff. Projektet kom till stånd genom ett samarbete mellan Moodysson och flera av de ursprungliga skådespelarna, tillsammans med en ny generation av filmskapare och producenter. Förutom de nostalgiska aspekterna, ville Moodysson också utforska hur kollektivandan och samhällets ideal hade förändrats med tiden. Filmen spelades in i det lilla samhället Trädet i Ulricehamns kommun. Filmen fick mestadels positiva recensioner. Många kritiker och fans uppskattade återseendet med de älskade karaktärerna och hur filmen lyckades fånga förändringen i deras liv och ideal sedan 1970-talet. I september 2023 var Moodysson med i Söndagsintervjun i P1.
I mars 2024 tillkännagav Svenska Filminstitutet att Moodysson kommer regissera och skriva manus till kortfilmen Vi går inte härifrån, som handlar om en sparkad kontorsarbetare som ockuperar chefens kontor. Filmen kommer ha premiär 2025 på Göteborgs filmfestival och sedan visas på SVT.

## Filmstil

### Influenser
Lukas Moodyssons första favoritberättelser inom film var tv-serien Twin Peaks (1990–1991) och Andrej Tarkovskijs filmer, i synnerhet filmen Stalker (1979). Övriga av Moodyssons favoritfilmer och tv-serier inkluderar Den sista föreställningen (1971) av Peter Bogdanovich, Vänner (1994–2004), Ladybird, Ladybird (1994) av Ken Loach, Doktor Zjivago (1965) av David Lean, Fanny och Alexander (1982) av Ingmar Bergman och Bridesmaids (2011) av Paul Feig. Under studietiden vid Dramatiska institutet väcktes hans intresse för filmer som skildrade verkligheten, som exempelvis Ken Loachs, Mike Leighs och Gianni Amelios filmer. År 2004 betraktade han Harmony Korine, Abbas Kiarostami och David Liljemark som några av världens mest kreativa filmskapare.

### Stil
Moodyssons filmstil kännetecknas av en djupgående utforskning av mänskliga relationer och samhälleliga problem, oftast med en stark känslomässig och realistisk skildring, vilket gör hans filmer både provocerande och tankeväckande. Han har oftast betraktats som en progressiv och radikal filmskapare, vars filmer belyser komplexa sociala, politiska och ekonomiska aspekter som påverkar könsdynamik och kvinnors sexualitet. Han intar oftast en neutral observatörsroll och låter publiken själva dra sina slutsatser från hans verk. Han är särskilt intresserad av kvinnors liv och deras roller i samhället, vilket speglas i hans val av huvudkaraktärer i flera av hans filmer. Vidare har Moodysson genom sina filmer uttryckt kritik mot maktstrukturer och genusnormer, särskilt hegonomisk maskulinitet och heteronormativitet. Hans filmer framställer det personliga som djupt politiskt och visar hur maktutövning, patriarkala strukturer och sociala förväntningar påverkar individer, särskilt kvinnor och ungdomar. Barndom och uppväxt har också dominerat flera av Moodyssons verk. Han har ett stort intresse för barnperspektivet i filmer, och anser att barn "har mer fantasi och är modigare än vuxna. Vi vuxna är lite smartare, men å andra sidan är vi sämre på att till exempel leka med Lego. Tyvärr tror jag att barn tappar mycket av sin fantasi och sitt mod i skolan. Skolan dödar kreativiteten."
Hans framgångar som filmskapare har till stora delar berott på hans långvariga samarbete med producenten Lars Jönsson och produktionsbolaget Memfis Film. Detta samarbete har gett Moodysson en stabil plattform för att kunna experimentera sitt filmskapande och att han fick hjälp av Jönsson att vidareutveckla sina olika filmmanuskript. Jönsson har också skyddat Moodysson från finansiella bekymmer och har säkerställt att han kan fokusera helt på sin konst. Moodysson ser filmskapande främst som ett samarbetsprojekt som kräver kompromisser. Hans samarbetspartners Alexandra Dahlström och Jesper Kurlandsky, som båda började arbeta med Moodysson när de var tonåringar, ser honom som deras mentor och vän och erkänner honom som den som mest har påverkat deras respektive karriärer inom filmbranschen. Hans långvarige filmklippare, Michal Leszczylowski, har spelat en avgörande roll i att upprätthålla berättelsens och rollfigurernas sammanhang i flera av hans filmer, samtidigt som Leszczylowski vill skapa "en motvikt till Moodyssons böjelse för fragmentering".
Moodysson ser även filmskapande som en kollektiv process snarare än en enskild vision, där han värderar dialogens autenticitet och skådespelarnas naturliga prestationer genom improvisation över visuella effekter och strikt regi. Han lägger stor vikt vid realism i sina filmer, i synnerhet med förarbete, scenografi och rekvisita för att kunna skapa autentiska miljöer och scener. Han är också en av få svenska regissörer som tar sig an globala ämnen och internationella inspelningsplatser, vilket reflekterar hans intresse för världsomspännande sociala och ekonomiska frågor. Trots framgången med internationella projekt som Mammut uttrycker han en längtan att återvända till mer lokala och mindre komplicerade produktioner i Sverige, som filmen Vi är bäst!, på grund av de utmaningar som stora internationella produktioner medför. Moodysson har beskrivit sin skrivprocess som ganska osystematisk och intuitiv, och han har inte alltid haft en tydlig insikt i varifrån hans idéer kommer ifrån. Skrivprocessen har varierat från manus till manus, och för Fucking Åmål följde han en mer traditionell metod för manusförfattande, vilket fungerade väl för just det projektet. Trots sin tillgång till modern teknik som datorer har han en viss nostalgi för att skriva på en gammal skrivmaskin, eftersom det kräver ett annat fokus och begränsar möjligheten att snabbt kunna ändra saker.
Moodysson har även spelat en betydande roll i att förnya den svenska filmen vid slutet av 1990-talet. Hans filmer såsom Fucking Åmål, Tillsammans och Lilja 4-ever bidrog till att återuppliva det internationella intresset för svensk film, vilket gick parallellt med den framväxande nya danska filmen, inklusive Dogme 95-rörelsen. Moodysson avvisar dock direkta influenser från Dogme 95 och andra samtida danska regissörer som Lars von Trier.

## Författarskap

### Lyrik
Lukas Moodysson släppte sin första diktsamling, Det spelar ingen roll var blixtarna slår ner (1987), när han var 18 år gammal. Boken utgavs av förlaget Wahlström & Widstrand, som kom att bli Moodyssons huvudförlag för hans efterkommande verk. Förlaget kom efteråt att översätta Moodyssons verk på ryska, serbokroatiska, finska, isländska, engelska och spanska. Senare släppte Moodysson diktverken Och andra dikter (1988), Evangelium enligt Lukas Moodysson (1989) och Kött (1991). Hans främsta förebilder för sina dikter var poeterna Bruno K. Öijer, Lars Norén, Gunnar Ekelöf och Michael Strunge. Recensenterna av hans diktverk gav honom epitet som "litterärt underbarn", "brådmogen tölp", "charmig anarkist" och "Malmös Rimbaud". Han kom att jämföras med författare som Gunnar Ekelöf, Vladimir Majakovskij och Bruno K Öijer. Navid Modiri erkände att han blev inspirerad av att skriva poesi efter att ha läst Moodyssons bok Kött.
Efter en femårig paus återvände Moodysson med att skriva dikter med verket Souvenir (1996), som behandlar hans minnen från barndomen. I dikterna reflekterar han över sin förlorade oskuld och vuxenlivets krav, men undvek idyllisering. Anders Cullhed ansåg att Moodysson i dessa dikter oftast fastnade i trivialiteter och saknade den allvar och koncentration som kännetecknar förebilden Bruno K. Öijer.
I början av 2000-talet släppte Moodysson två diktverk. Det första verket var urvalsvolymen Mellan sexton och tjugosex (2001). Kritikern Jesper Högström var imponerad av Moodyssons humoristiska och personliga dikter, medan Moodyssons försök att vara allvarlig och poetisk betraktade han ibland som påtvingade. Moodyssons naiva och ibland punkaktiga attityd reflekterade en rädsla för att bli vuxen och en längtan efter frihet utan ansvar.
Det andra diktverket blev Vad gör jag här? (2002). Kritikern Stefan Jonsson beskrev skriften som att den utforskar en postmodern, medial formlöshet, och som skildrar ett jag som sprids ut mellan olika erfarenhetsskikt utan sammanbindande metaforer. Jonsson ansåg att Moodyssons politiska ton och bredare tilltal i dikten visar en förändring från hans tidigare verk. Den präglas av Moodyssons självironi och narrens perspektiv, där han kritiserar kapitalismen och samhällets makthavare, men också ifrågasätter sin egen roll i denna kaotiska värld. Författaren Stig Björkman ansåg att Moodyssons film Container hade en filmdikt vars poetiska flöde påminde "en hel del" om Vad gör jag här?.
Nästa diktbok blev Apo kryp hos (2006), som är en experimentell och fragmenterad text där språkflödet spelar huvudrollen. Kritikern Andreas Brunner ansåg att dikterna består av sönderhackade och sammanfogade fraser som reflekterar en självhatande språkmaterialism, avlägsen från Moodyssons tidigare verk. Trots detta framstår vissa delar tydligt och kraftfullt, som berättelsen om John F. Kennedys lobotomerade syster, och kunde emellanåt ge insikter om mänsklig ömhet och sårbarhet.
Moodysson var Helsingborgs Dagblads månadspoet 2010, där han skrev och publicerade en dikt för varje månad det året.
Moodyssons nästa diktbok släppte han genom bokförlaget Megafon under titeln Någon har kidnappat ett golv under mina fötter (2014). Den innehåller hans tidiga dikter och brev som han skrev till poesitidskriften Den Blinde Argus, avsända några år före släppet av hans debutbok 1987.
Efter ett längre avbrott släppte Moodysson diktverket Det var mörkt i mitt huvud men aldrig i mitt hjärta (2025) genom Wahlström & Widstrand. Dikterna handlar enligt förlaget bland annat om "lycka, olycka, kärlek, död, skog, mörker, ljus, hundar, nuet, det förflutna". Verket har beskrivits som trösterik, humoristisk och präglad av ett starkt mänskligt tilltal. Kritiker lyfte fram hans förmåga att fånga vardagens språk och känslor i ett levande myller, även om vissa partier uppfattas som ofullgångna och spretiga.

### Romaner
Moodysson gjorde sin romandebut med Vitt blod (1990), som hade honom själv på omslaget och texten "Den stora svenska samtidsromanen" skriven över försättsbladet. Stig Björkman ansåg att romanen delade vissa likheter med Moodyssons film Ett hål i mitt hjärta: "Inte bara på grund av att erotiken har en framträdande plats i båda verken utan också genom den kalejdoskopiska strukturen i både romanen och filmen." Författaren Linda Skugge kallade Vitt blod för den bästa svenska debutromanen genom tiderna.
21 år senare skrev Moodysson sin första självbiografiska roman, Döden & Co (2011). Han skrev romanen kort efter hans egen fars död. Den var inledningsvis utformad som en slags dagbok för honom, men som blev "alldeles för privat och personligt och inte intressant för någon att läsa. Sanningen var inte tillräckligt intressant, det blev en roman." Romanen handlar om författaren Lucas, som hanterar sin fars död. Relationen med fadern var bristfällig och fylld av bitterhet över att ha blivit övergiven. Lucas isolerar sig i sin lägenhet, surfar maniskt på nätet och rekonstruerar minnen av en gammal flickvän. Han kämpar med skrivkramp och beskriver sina misslyckade romanprojekt. En påhittad resa till Asien, där han försöker avslöja barnprostitution, visar sig vara en fantasi. Slutligen försonas Lucas med minnet av sin far och flickvännen. Michel Ekman ansåg att romanen var fylld av klichéer och saknade djupare intellektuellt gestaltande. Magnus Dahlerus ansåg dock att romanen innehåller komplexa symboler och teman som kräver djupare analys, vilket gör den till hans hittills mest mogna och imponerande verk och en efterlängtad utveckling av hans skrivkonst.
2012 skrev Moodysson sin andra självbiografiska roman, Tolv månader i skugga. Den skildrar ett år av hans liv med anteckningar från Malmö, Småland, Ukraina, Ryssland och Grekland. Han reser till Aten för att skriva om papperslösa flyktingar, men tvivlar på sin förmåga och längtar hem till Sverige. Boken innehåller kärlek till familjen, skaparkamp, politiska reflektioner och poetiska tankar om språk. Boken handlar om att acceptera medelålderns pragmatism, där Moodysson inser att man inte kan bry sig om allt. I sin recension av romanen på Dagens Nyheter ifrågasatte Åsa Beckman Moodyssons uppriktighet, betraktade hans stil som "kokett" och "manlig patetik", och jämförde honom negativt med Lars Norén och Ulf Lundell. Åsa Linderborg kritiserade romanen för att den saknade en stark ideologisk grund och djupare förståelse av samtidens sociala problem.
År 2014 skrev Björn Gustavsson på Dala-Demokraten att Moodysson delade gemenskap med Lars Norén, Ulf Lundell och Göran Greider. Deras gemensamma verk kännetecknas enligt Gustavsson av deras antiauktoritära, själv- och samhällskritiska perspektiv samt deras engagemang för samhällets svaga och marginaliserade grupper. Både Moodysson och de övriga författarna delar ett "påfallande frihetsbehov liksom en lust att ta in så mycket som möjligt av omvärlden – alltsammans på en vardaglig prosa där privat och allmänt, smått och stort, blandas."

### Seriealbum
Med sin hustru Coco skapade Moodysson seriealbumet Vårdcentralen Fontanellen (2005), som de beskriver som "en bok med ord och bilder". Den kombinerar diskbänksrealism med känslig introspektion. Kritikern Jan Hoff på Göteborgs-Posten beskrev albumet som att det är fylld av samtidsreferenser och skenbart naiv teknik, och som utforskar kroppens utsatthet och samhällets brister. Kritikern Jenny Högström tyckte att albumet hade en apokalyptisk och melankolisk ton som störs av en överdriven empatisk och moraliserande underton. Hoff ansåg att albumets estetiska stil påminde om gamla undergroundtidskrifter från 1970-talet, med fotokopierade och maskinskrivna inslag.
Lukas framträder också i Cocos självbiografiska seriealbum Mörkt album (2020). Den berättar om hennes och Lukas kamp med psykisk ohälsa och hur det har påverkat deras liv och konstnärskap.

### Manusböcker

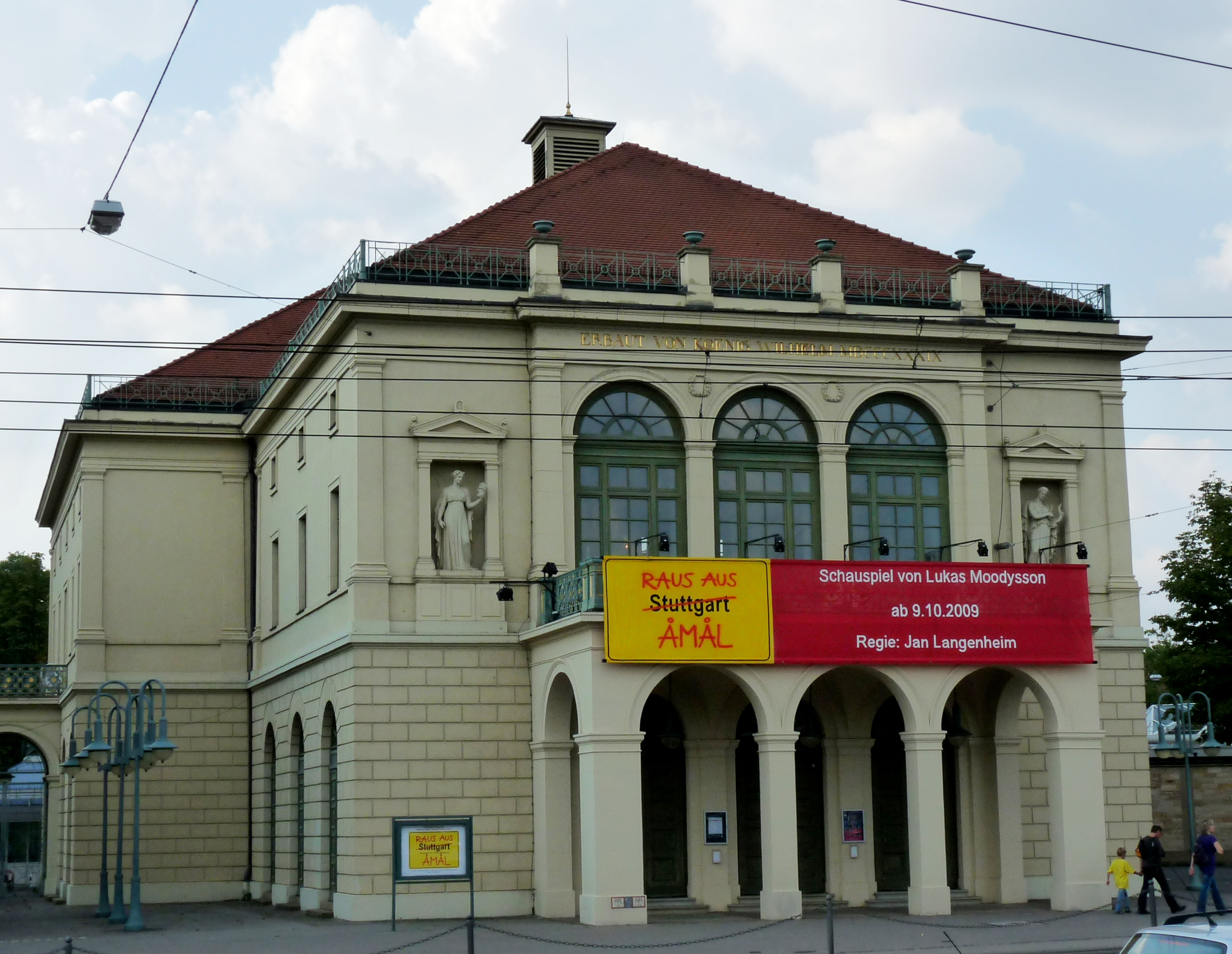
Bild på Wilhelma-Theater i Stuttgart (2009), som hade premiär av den tyska teaterpjäsen Raus aus Åmål som är baserad på Moodyssons film Fucking Åmål.

Efter framgången med filmen Fucking Åmål släppte Moodysson under december 1998 en bok baserad på filmens manuskript. Den utgavs av Bokförlaget DN i samarbete med Memfis Film. Förutom filmens manuskript innehåller boken bonusscener till filmen, inspelningsbilder, brev till Moodysson och en kort redogörelse om vad filmteamet gjorde utöver att spela in filmen i Trollhättan. Senare släppte Moodysson en manusbok av filmen Container, som utgavs av Atrium förlag i januari 2009.

### Dramatik
Under 2004 skrev Moodysson en provokativ pjäs om Anna Lindh. Pjäsen skulle ta avstamp i det faktum att den 11 september 2003, samma dag som Anna Lindh avled, dog även 23 flyktingar på en gränsflod mellan Grekland och Turkiet. Han skrev den på beställning av Dramatens scen Elverket, där den skulle ha planerad premiär under hösten 2004. Men efter att teaterchefen Staffan Valdemar Holm läste manuset till pjäsen, vägrade han att spela den på någon av Dramatens scener, då anledningen enligt Moodysson var att pjäsen berörde ett öppet sår. Pjäsen refuserades efteråt av flera andra svenska teatrar. Endast producenten Anna Maria Padilla visade intresse av att visa pjäsen på Aliasteatern.
Moodyssons filmer och litterära verk har satts upp som teaterpjäser på flera scener. I februari 2005 sattes dikten Vad gör jag här? upp som pjäs av Wiveka Warenfalk på Backa teater i Göteborg, där diktens självbiografiska delar fick tonas ner. Filmen Fucking Åmål har satts upp som pjäs både i Sverige och i flera tyska scener. Tillsammans sattes upp 2011 på Teater Viirus i Helsingfors och i hösten 2021 på Värmlandsteatern i Karlstad. Vi är bäst! sattes upp 2022 som engelskspråkig pjäs på Live Youth Theatre i Newcastle upon Tyne i England.

## Musik
Lukas Moodysson har sedan barndomen haft ett stort intresse för musik. När han gick i högstadiet under början av 1980-talet spelade han trummor och brukade lyssna på punkrockband som Ebba Grön och KSMB. Vid 14 års ålder slutade han att lyssna på punk och övergick till "mer melankolisk, postpunk" som The Cure och Einstürzende Neubauten. Han namngav Robert Smith och Joakim Thåström som de konstnärer som har påverkat honom mest. År 1996 regisserade han musikvideon till låten "Work" av bandet Broder Daniel. Moodysson skrev tillsammans med Magnus Carlson låten "Varför är jag här?", som finns med i Carlsons soloalbum Ett kungarike för en kram (2003).

## Privatliv

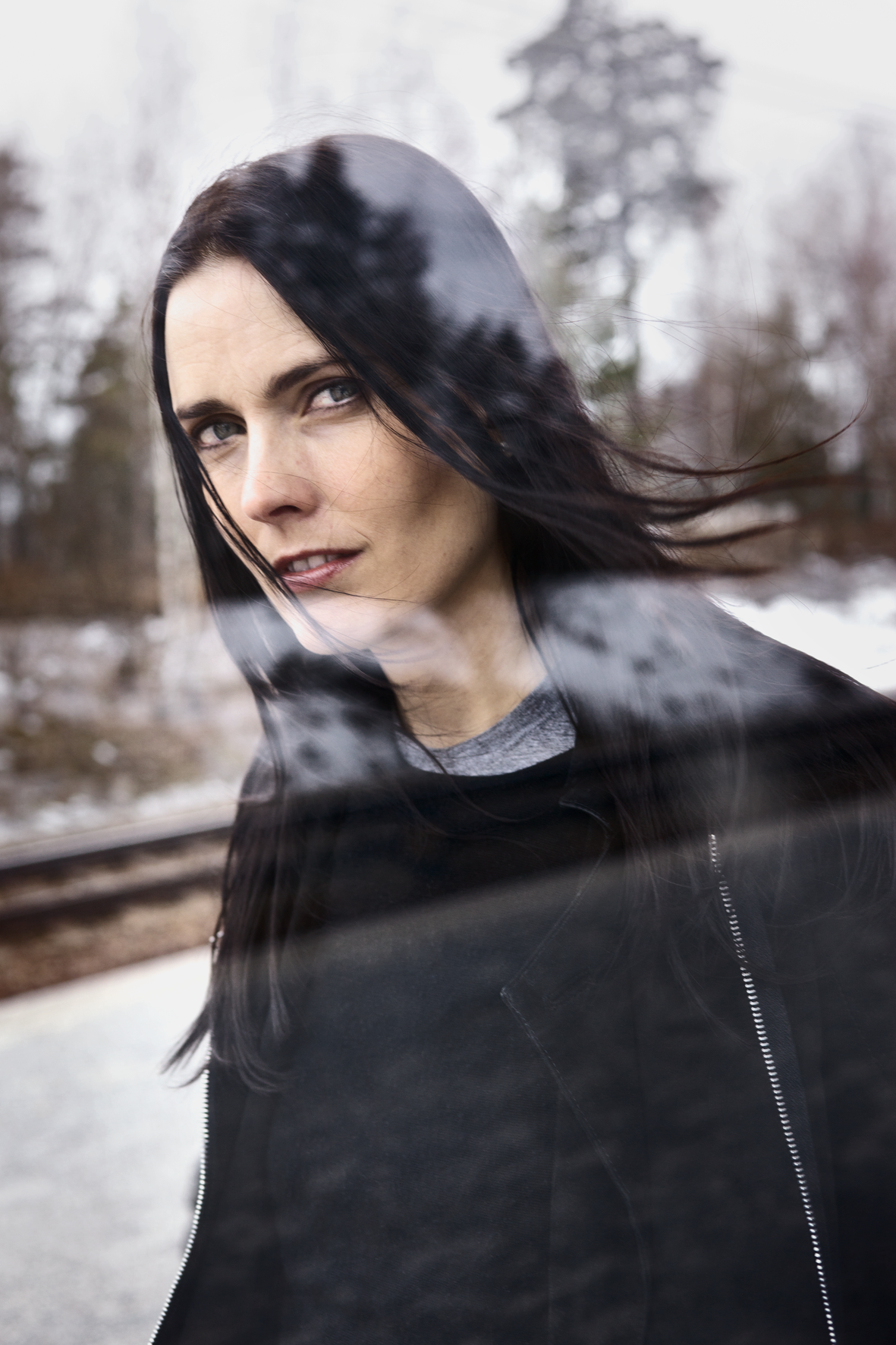
Lukas fru Coco Moodysson (2012), serieskapare och författare.

### Familj och personlighet
Lukas Moodysson är gift med Coco Moodysson (ogift Ahnström). De träffades i Stockholm år 1994, samtidigt som Coco arbetade som videobutiksbiträde och Lukas studerade vid Dramatiska Institutet. Coco debuterade som serietecknare 2002 med Coco Platina Titan Total och som romanförfattare 2012 med Onda krafter i Sollentuna. Hon är känd för sina självbiografiska serier och deras gemensamma liv och erfarenheter har påverkat varandras arbeten. I flera av Lukas filmer har Coco medverkat bakom produktionerna som hans "consigliere" och konstnärliga rådgivare. Paret har barnen Emil (född 1995), Julius (född 1998) och Lily (född 2003). Lukas gav sina barn Emil och Lily roller i filmerna Tillsammans och Vi är bäst!. Lukas och Coco bor växelvis i Malmö och på släktgården Ryd i Hultsfreds kommun.
Moodysson har beskrivit sig själv som socialist, antikapitalist och antielitist. Han har uttryckt åsikter som ligger både till vänster och till höger, beroende på frågan. Han är uttalad feminist och har länge betraktat den svenska filmbranschen som mansdominerad. Under 2010-talet har Moodysson valt att inte längre ta några ställningstaganden i politiska frågor och beskrivit sig själv som politiskt förvirrad.
Moodysson är känd för att hålla en låg profil när det gäller sitt privata liv. Han beskriver sig själv som "solitär" och vill sällan synas offentligt i filmsammanhang eller delta i sociala evenemang med andra kulturarbetare. Han har också i flera intervjuer varit öppen om sin psykiska ohälsa.

### Åsikter om film- och TV-branschen
Moodysson har länge varit ambivalent till att vara en del av den svenska filmindustrin och ser sig själv främst som en konstnär snarare än en industriell produkt. Han är känd för sina provokativa uttalanden i sin yrkesroll som filmregissör. Vid Guldbaggegalan 1999 väckte Moodysson särskild nationell uppmärksamhet, då han under prisceremonin skällde ut Svenska Filminstitutets VD Harry Schein för att han var "elak mot barn", uppmanade svenska folket att hålla fartgränserna på vägarna och kritiserade Konsum för att deras tidning Mersmak stoppat en artikel om veganism för att de, enligt Moodyssons egen utsago, "inte ville att ungdomar skulle sluta äta kött". Hans kommentarer väckte delade reaktioner. Han gjorde en liknande protest vid Göteborg Film Festival 2003, där han riktade skarp kritik mot dess ledning för bristande förståelse, till följd av deras besvikelse när de fick veta att han valde att tillbringa tid med sin familj i stället för att delta i prisceremonin. Under 2004 intervjuades Moodysson av Stina Lundberg i programserien Stina om..., där han skämtade om att han skulle göra en långfilm om drottning Silvia och hennes "nazistiska pappa" Walther Sommerlath. Detta uttalande bemöttes med upprördhet av hovets pressekreterare Elisabeth Tarras-Wahlberg.
Moodysson har länge fått erbjudanden om karriärmöjligheter i Hollywood, men han har återkommande tackat nej till dem. Han har tidigare betraktat Hollywood som "en propagandamaskin som försöker lära oss att den enda bra livsstilen är den amerikanska, och att konflikter ska lösas med våld, med mera. Dessutom gör de av med omoraliska summor pengar. Jag skulle kunna göra hundra filmer för kostnaden av en enda blockbuster."
Moodysson har tidigare diskuterat sitt förhållande till dokusåpor och hur den påverkar samhället. Han finner en njutning i att se deltagare avslöjas i program som Big Brother, samtidigt som han kritiserar att förnedringskulturen blir normaliserad. Han menar att marknadskrafterna har exploaterat människors vilja att undvika tristess, vilket skulle kunna vara skadligt när extrema beteenden blir normen.
År 2023 kommenterade Moodysson om förändringarna inom filmindustrin och svensk film. Han ansåg att det numera är svårare att finansiera och skapa unika, konstnärliga filmer som Container och Ett hål i mitt hjärta, vilket han ser som en förlust för filmkulturen.

## Hedersbetygelser och utmärkelser
Lukas Moodysson har blivit hyllad både nationellt och internationellt som en av Sveriges främsta filmskapare. Flera internationella filmkritiker har jämfört honom med Ingmar Bergman och hyllat honom som dennes "efterträdare". År 2007 blev Moodyson rankad som världens elfte bäste filmregissör av den brittiska dagstidningen The Guardian.
Moodysson har tilldelats ett flertal utmärkelser och hedersbetygelser för sina filmer. Två av hans filmer, Fucking Åmål och Lilja 4-ever, har framröstats som några av de 25 bästa svenska filmerna genom tiderna av filmtidskriften FLM. Han har fått två guldbaggar för bästa regi (Fucking Åmål och Lilja 4-ever) och tre guldbaggar för bästa manus (Fucking Åmål, Lilja 4-ever och Tillsammans 99). Han var nominerad till dessa utmärkelser vid Guldbaggegalan 2001 för filmen Tillsammans, samt nominerad för sitt och Peter Birros manus för Det nya landet. Vid Guldbaggegalan 2014 tilldelades Moodysson Gullspira för särskilda insatser inom barnfilmen. Filmerna Fucking Åmål och Lilja 4-ever var Sveriges officiella bidrag till Oscarsgalan 1999 och 2003 i kategorin bästa icke-engelskspråkiga film. År 2000 utsågs han till årets europé i Sverige tillsammans med Peter Birro. Han tilldelades Rausingpriset 2003 för att han "i sina personligt präglade filmer... utvecklat ett formspråk som givit honom både nationellt och internationellt erkännande." Samma år tilldelades han även Stig Dagermanpriset och prissumman 50 000 kronor. 2014 tilldelades han Region Skånes kulturpris på 100 000 kronor.
Moodysson har tilldelats ett flertal stipendier för sina insatser inom film. Han fick bland annat Kurt Linders stipendium 1998 på 20 000 kronor, Bo Widerberg-stipendiet 1999 på 50 000 kronor, Per Ganneviks stipendium 2013 på 500 000 kronor, och Konstnärsnämndens långtidsstipendium 2023 på 157 500 kronor. 1987 tilldelades han Burlövs kommuns kulturstipendium och 2010 blev han invald på kommunens Hall of fame.

### Lista över utmärkelser
- Kurt Linders stipendium,  1998
- Guldbaggen för bästa regi, för Fucking Åmål,  1998[255]
- Guldbaggen för bästa manuskript, för Fucking Åmål,  1998
- Guldbaggen för bästa regi, för Lilja 4-ever,  2002[256]
- Guldbaggen för bästa manuskript, för Lilja 4-ever,  2002[257]
- Stig Dagermanpriset,  2003[258]
- Rausingpriset,  2003
- Gullspiran,  2013[259]
- Region Skånes kulturpris,  2014
- Guldbaggen för bästa manuskript, för Tillsammans 99,  2023[260]

[Redigera Wikidata]

## Filmografi
| År   | Titel                              | Krediterad som | Krediterad som  | Krediterad som | Format     |
| År   | Titel                              | Regissör       | Manusförfattare | Producent      | Format     |
| ---- | ---------------------------------- | -------------- | --------------- | -------------- | ---------- |
| 1994 | Det var en mörk och stormig natt   | Ja             | Ja              |                | Kortfilm   |
| 1995 | En uppgörelse i den undre världen  | Ja             | Ja              |                | Kortfilm   |
| 1997 | Bara prata lite                    | Ja             | Ja              |                | Kortfilm   |
| 1998 | Fucking Åmål                       | Ja             | Ja              |                | Långfilm   |
| 2000 | Tillsammans                        | Ja             | Ja              |                | Långfilm   |
| 2000 | Jalla! Jalla!                      |                |                 | Ja             | Långfilm   |
| 2000 | Det nya landet                     |                | Ja              |                | Miniserie  |
| 2002 | Lilja 4-ever                       | Ja             | Ja              |                | Långfilm   |
| 2003 | Terrorister – en film om dom dömda | Ja             | Ja              |                | Dokumentär |
| 2004 | Ett hål i mitt hjärta              | Ja             | Ja              |                | Långfilm   |
| 2004 | Ett litet barn                     |                |                 | Ja             | Kortfilm   |
| 2006 | Horst - munspelskungen             |                |                 | Ja             | Kortfilm   |
| 2006 | Container                          | Ja             | Ja              |                | Långfilm   |
| 2009 | Mammut                             | Ja             | Ja              |                | Långfilm   |
| 2010 | Jakten på Bernhard                 |                |                 | Ja             | Dokumentär |
| 2013 | Vi är bäst!                        | Ja             | Ja              |                | Långfilm   |
| 2019 | Gösta                              | Ja             | Ja              |                | Miniserie  |
| 2023 | Tillsammans 99                     | Ja             | Ja              |                | Långfilm   |
| 2025 | Vi går inte härifrån               | Ja             | Ja              |                | Kortfilm   |